# Renault Talisman
Pour les articles homonymes, voir Talisman (homonymie) et Z12.
La Renault Talisman est le nom donné par Renault à trois automobiles distinctes :
- un concept-car coupé dévoilé en 2001 au Salon de l'automobile de Francfort ;
- une berline routière dérivée de la Samsung SM7, produite en Corée et vendue en Chine par Renault de 2012 à 2016 ;
- une berline routière produite en France remplaçant les Renault Laguna III et Renault Latitude, dévoilée en juillet 2015 et qui a donné la Samsung SM6.

## Concept-car

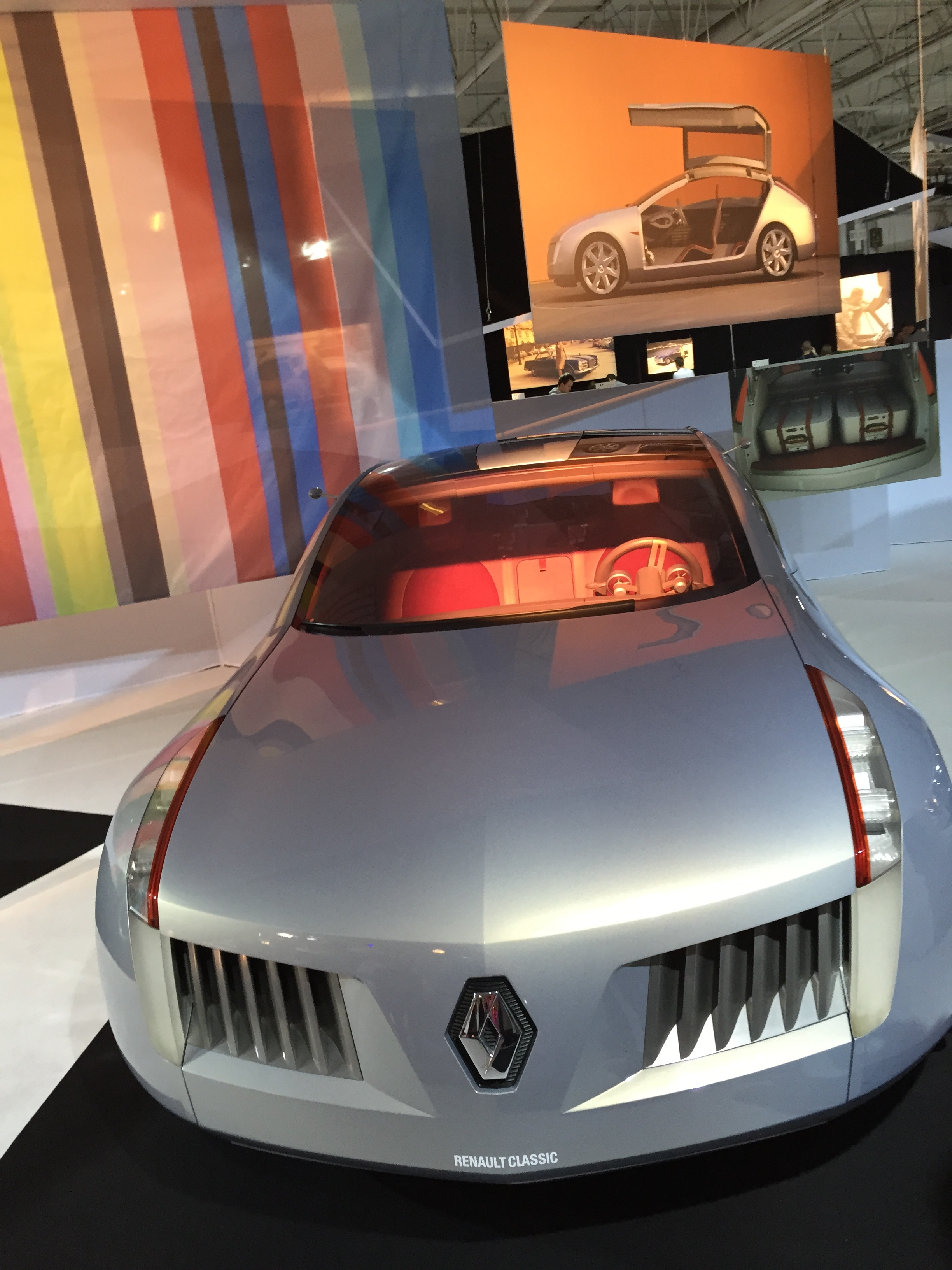
Renault Talisman (concept-car)

Le concept-car Renault Talisman présenté au Salon automobile de Francfort en septembre 2001 est un coupé GT avec 2 portes papillons et qui dispose d'un moteur V8 de 4L de cylindrée provenant de l'allié de Renault, Nissan. Son nom de code est Z12. Ses flancs ont inspiré ceux de la Mégane II Coupé.

## Renault Talisman chinoise

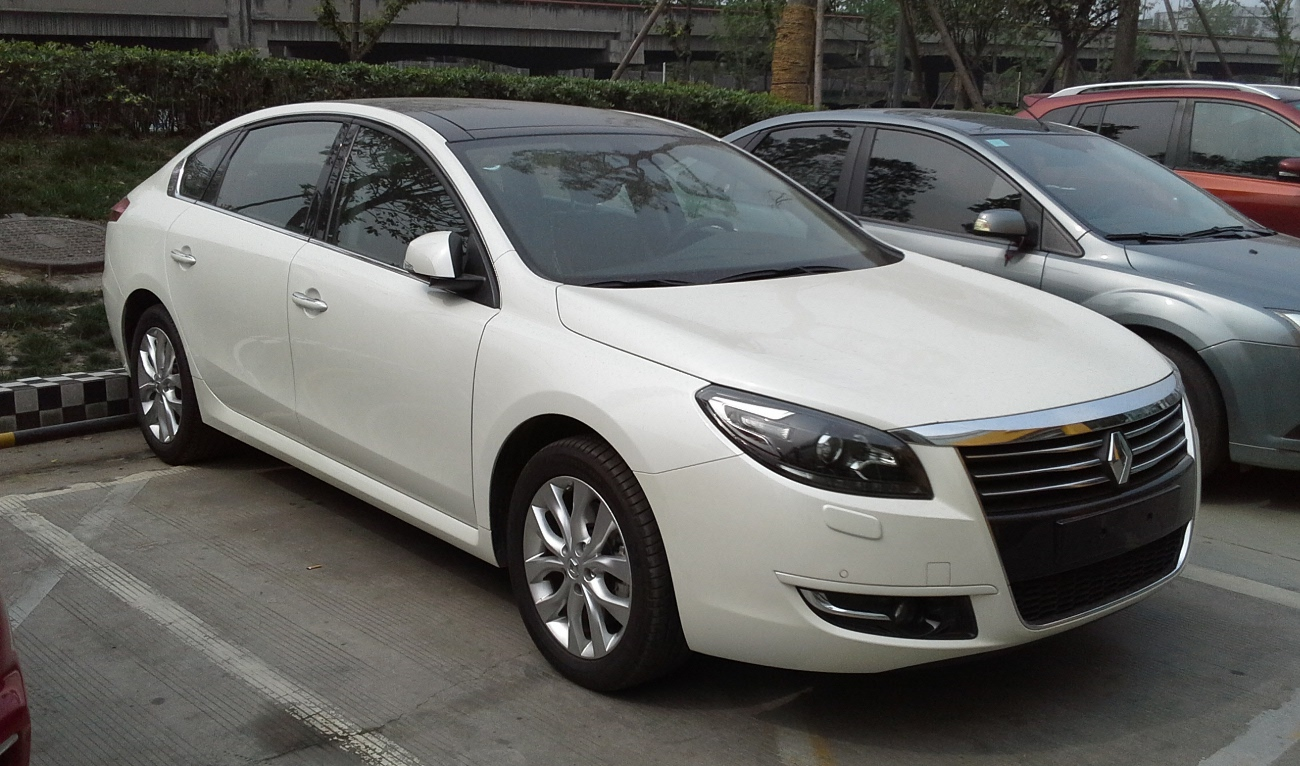
Renault Talisman (2012)

La Samsung SM7 deuxième génération de Renault Samsung Motors est vendue sur le marché chinois sous le nom de Renault Talisman de 2012 à 2016. 397 véhicules sont immatriculés en 2012, 163 en 2013 et 275 en 2014,.
Produite sur les mêmes chaînes de montage à Busan, en Corée du Sud, elle a la même planche de bord que la Renault Latitude vendue en Europe. Elle dispose de 2 types de moteurs, le bloc 2,5 V6 de 190 ch et le bloc 3,5 V6 de 258 ch.
Cinq niveaux de finition sont proposés :
- Luxury, Flagship et Nappa Flagship pour le 2.5l ;
- Executive et Nappa Executive pour le 3.5l.

## Renault Talisman européenne

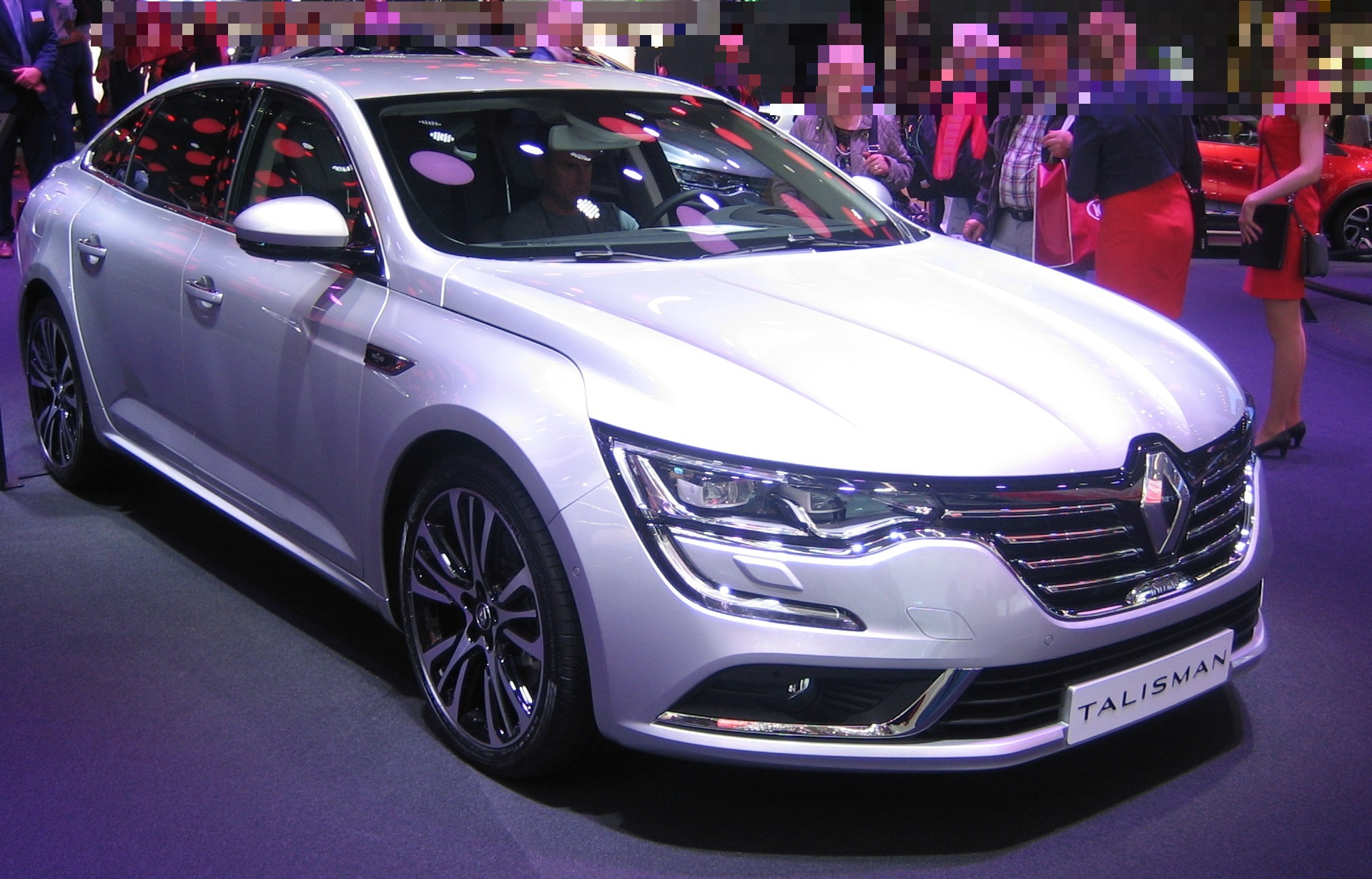
Renault Talisman (2015)

Renault présente le 6 juillet 2015 à Chantilly la remplaçante de la Laguna III, de la Latitude et de la Talisman I. Basée sur la plateforme CMF C/D de l'Alliance Renault-Nissan, elle partage en grande partie sa technologie (ADAS, 4Control, Système Multi Sense) avec l'Espace V,,. En plus de la berline, une déclinaison break dénommée Renault Talisman Estate est dévoilée le 26 août 2015 et fabriquée à l'usine de Douai en France.
Elle est également vendue sur certains marchés asiatiques sous le nom de Samsung SM6.
La production est stoppée en février 2022.